# Berardo da Padula
Berardo da Padula (Padula, ... – L'Aquila, 1264) è stato un vescovo cattolico italiano.

## Biografia
Berardo nacque a Padula, nel vallo di Diano, nella prima metà del XIII secolo. Era consanguineo del cardinale Rinaldo di Ostia, poi diventato papa Alessandro IV.
La prima notizia su di lui risale al 23 maggio 1252, quando fu nominato da papa Innocenzo IV vescovo di Forcona, antica città in decadenza nei pressi dell'Aquila, in Abruzzo. L'Aquila era stata infatti fondata da poco (formalmente nel 1254) e stava acquisendo sempre maggiore prominenza, tanto che già dal 1256 iniziarono a circolare ipotesi di trasferimento della sede vescovile nel nuovo centro; il 23 dicembre di quell'anno, quindi, papa Alessandro IV ordinò il trasferimento del capitolo con la bolla Purae fidei e il 20 febbraio 1257 la città fu elevata a sede vescovile, con cattedrale la chiesa dei Santi Massimo e Giorgio. Il trasferimento della sede, però, provocò dissensi tra l'episcopato e il clero aquilano, il quale temeva di perdere diritti e privilegi; il vescovo fu costretto a chiedere l'intervento papale per calmare la rivolta e il 21 gennaio 1257, appena insediato, riconobbe i diritti giurisdizionali delle più importanti parrocchie aquilane.
A quegli anni risale la lotta tra il pontefici e Manfredi di Sicilia, durante la quale la città dell'Aquila rimase fedele al papato, forse anche sotto l'influenza del vescovo, e nel 1259 fu distrutta dalle forze imperiali e ricostruita pochi anni dopo. L'attività di Berardo come vescovo dell'Aquila mirò a rinforzare i poteri vescovili nella città e in tutto il territorio della diocesi.
La sua morte avvenne nel 1264 all'Aquila, ma fu sepolto nell'antica cattedrale a Forcona per sua esplicita richiesta.